# Non torno a casa stasera
Non torno a casa stasera (The Rain People) è un film del 1969 diretto da Francis Ford Coppola.
Entrambi gli interpreti maschili principali del film, James Caan e Robert Duvall, saranno presenti anche nel successivo film di Coppola, Il padrino.
Il making of del film fu realizzato da George Lucas, presente sul set nel ruolo di assistente alla produzione, che solo nel 1971 avrebbe esordito nella regia con L'uomo che fuggì dal futuro.

## Trama
La giovane Natalie, dopo aver scoperto di essere incinta, sopraffatta dal sentirsi inadeguata ed incapace di affrontare le responsabilità del ruolo di buona moglie ed ora anche madre, una mattina abbandona la propria casa, lasciando solo un biglietto al marito addormentato, ed inizia un viaggio in auto senza meta, per cercare di chiarirsi le idee sulla propria vita.
Avendo bisogno di qualcuno a cui confidare i propri pensieri, carica un autostoppista, il giovane campione di football "Killer" Kilgannon, che accompagna dal padre della sua ragazza del college, che dovrebbe offrirgli un lavoro. Solo una volta giunti là, Natalie scopre dall'inorridita reazione negativa della ragazza che Killer, in seguito ad un incidente di gioco, ha subito danni cerebrali ed ora è un ritardato, che al college da studente è finito a fare l'inserviente, prima di essere allontanato con un indennizzo.
La donna, in fuga dalle responsabilità, vorrebbe liberarsi anche di Killer, che la segue con cieca fiducia. Riesce a trovargli un modesto lavoro ed una sistemazione in un negozio-allevamento di animali, ma lui combina un disastro e viene cacciato (con un bel po' dei suoi soldi sottratti dall'avido padrone).
Fermata per eccesso di velocità, fa la conoscenza con il poliziotto Gordon ed accetta di trascorrere insieme a lui la serata. L'uomo la porta nella propria roulotte, che divide con la figlioletta, da quando pochi anni prima la moglie è rimasta vittima dell'incendio della loro casa, e Natalie, dopo essersi dimostrata fino a quel momento disponibile, si rende conto di non voler tradire il marito e distruggere il proprio matrimonio.
Gordon reagisce violentemente e Killer, che girovagava senza meta nel campo di roulottes in compagnia proprio della figlia del poliziotto, interviene in aiuto dall'amica, aggredendolo. La bambina spara con la pistola del padre, per difenderlo, e colpisce Killer, che muore fra le braccia di Natalie.

## Commento critico
Il celebre critico del Chicago Sun-Times, Roger Ebert, all'epoca dell'uscita di Non torno a casa stasera lo paragonò a Easy Rider, definendolo un'immagine speculare del celebre film con Peter Fonda e Dennis Hopper (curiosamente i due film, entrambi road movie, furono distribuiti nelle sale cinematografiche statunitensi nell'estate del 1969 a poco più di un mese di distanza l'uno dall'altro): la protagonista del film di Coppola fugge da un perfetto quadretto familiare medio-borghese alla ricerca della libertà da ogni responsabilità, i due bikers sbandati del film di Hopper sono senza legami ma cercano di sistemarsi con una vendita di droga, i due stili di vita opposti si incrociano, gli obiettivi sono invertiti, ma nessuno dei personaggi riesce a raggiungerli; entrambi i film presentano coppie di protagonisti formate da un individuo "consapevole", impegnato nella ricerca esistenziale (interpretati dalla Knight e da Fonda), e uno "innocente" (Caan e Hopper), che si limita a fare, senza porsi domande.

## Riconoscimenti
- 1969 - Festival di San Sebastian
  - Concha de Oro per il miglior film